# Liste der Kulturdenkmale in Terpitz (Frohburg)
In der Liste der Kulturdenkmale in Terpitz sind die Kulturdenkmale des Frohburger Ortsteils Terpitz verzeichnet, die bis Juni 2024 vom Landesamt für Denkmalpflege Sachsen erfasst wurden (ohne archäologische Kulturdenkmale). Die Anmerkungen sind zu beachten.
Diese Aufzählung ist eine Teilmenge der Liste der Kulturdenkmale in Frohburg.

## Terpitz
| Bild                                    | Bezeichnung | Lage                                     | Datierung            | Beschreibung | ID       |
| --------------------------------------- | --- | ---------------------------------------- | -------------------- | --- | -------- |
| Direkt Bild zu diesem Denkmal hochladen | Trinkwasseranlage mit technischer Ausstattung, Brunnen, unterirdischem Pumpenhaus, einem Wehr, einem Hochbehälter und den Versorgungsleitungen im Dorf | (Flurstücke 69/1, 231/1, 244/12) (Karte) | 1909–1912            | Trinkwasserversorgung für die Ortslage Terpitz, einzige bekannte genossenschaftliche Trinkwasserversorgungsanlage im Land Sachsen, seit fast 100 Jahren unverändert in Betrieb, liefert unter heutigen Reinheitsbestimmungen immer noch ausreichend Trinkwasser guter Qualität, technik- und ortsgeschichtlich von Bedeutung | 09256886 |
| Direkt Bild zu diesem Denkmal hochladen | Grenzstein | (Flurstück 124) (Karte)                  | Bezeichnet mit 1835  | Ortsgeschichtlich von Bedeutung | 08971461 |
| Direkt Bild zu diesem Denkmal hochladen | Zwei sogenannte Mordsteine | (Flurstück 124) (Karte)                  | 1668                 | Zwei kopfförmige Porphyrtuffsteine mit Vertiefungen auf dem Scheitel bzw. der Vorderseite, ortsgeschichtlich von Bedeutung | 08971460 |
| Direkt Bild zu diesem Denkmal hochladen | Wohnstallhaus (ohne Anbau) eines Bauernhofes | Terpitz 8 (Karte)                        | Um 1820              | Das Gebäude mit Fachwerk-Obergeschoss und zwei korbbogigen Porphyrtuff-Türgewänden mit Schlussstein ist baugeschichtlich von Bedeutung. | 08971463 |
| Direkt Bild zu diesem Denkmal hochladen | Seitengebäude eines Dreiseithofes | Terpitz 11 (Karte)                       | Ende 19. Jahrhundert | Das Gebäude mit Fachwerk-Obergeschoss und markanter Giebelgliederung durch Zwillingsfenster und Ochsenauge im massiven Giebel ist baugeschichtlich von Bedeutung. Das Wohnhaus ist verputzt, die Giebel Fachwerk (wahrscheinlich Bretter), die Scheune ist neueren Datums. | 08971468 |
| Direkt Bild zu diesem Denkmal hochladen | Ehemalige Mühle | Terpitz 14 (Karte)                       | Bezeichnet mit 1757  | Das heutige Wohnhaus mit Wilder-Mann-Figuren im Fachwerk und rundbogiger Porphyrtuff-Pforte ist eine altertümliche Fachwerkkonstruktion, heimat- und baugeschichtlich von Bedeutung. Das Gebäude ist zweigeschossig, das Erdgeschoss massiv, das Obergeschoss Fachwerk, K-Streben und Wilder Mann, westlich befindet sich ein jüngerer Anbau. | 08971464 |
| Direkt Bild zu diesem Denkmal hochladen | Gasthof mit Gasthaus, Saalgebäude und Nebengebäude | Terpitz 16 (Karte)                       | Bezeichnet mit 1861  | Ein dorfbildprägendes Ensemble, das Gasthaus als stattlicher Putzbau mit Drillingsfenster im Giebel, der Eingang mit gerader Verdachung, der Saalbau als schlichter Putzbau und ein kleines Fachwerk-Hintergebäude mit heimatgeschichtliche Bedeutung. Ein zweigeschossiger Putzbau mit Gurtgesims, Zahnschnitt-Schlussgesims, Fensterverdachungen und Sohlbänke aus Sandstein, originalen Fenstern, der Eingang mit Verdachung und Inschrift „Johann Christian Nöbel 1861“, originale Tür, rechtwinklig dazu das Saalgebäude mit großen originalen Bogenfenstern. | 08971465 |
| Direkt Bild zu diesem Denkmal hochladen | Häuslerhaus mit Anbau | Terpitz 17 (Karte)                       | Um 1830              | Ein Gebäude mit Fachwerk-Obergeschoss mit Kopfstreben, die Giebel verschiefert, Gewände mit Porphyrtuff, ein authentischer dörflicher Bau mit straßenbildprägendem Charakter, baugeschichtlich von Bedeutung | 08971466 |

## Tabellenlegende
- Bild: Bild des Kulturdenkmals, ggf. zusätzlich mit einem Link zu weiteren Fotos des Kulturdenkmals im Medienarchiv Wikimedia Commons. Wenn man auf das Kamerasymbol klickt, können Fotos zu Kulturdenkmalen aus dieser Liste hochgeladen werden:
- Bezeichnung: Denkmalgeschützte Objekte und ggf. Bauwerksname des Kulturdenkmals
- Lage: Straßenname und Hausnummer oder Flurstücknummer des Kulturdenkmals. Die Grundsortierung der Liste erfolgt nach dieser Adresse. Der Link (Karte) führt zu verschiedenen Kartendiensten mit der Position des Kulturdenkmals. Fehlt dieser Link, wurden die Koordinaten noch nicht eingetragen. Sind diese bekannt, können sie über ein Tool mit einer Kartenansicht einfach nachgetragen werden. In dieser Kartenansicht sind Kulturdenkmale ohne Koordinaten mit einem roten bzw. orangen Marker dargestellt und können durch Verschieben auf die richtige Position in der Karte mit Koordinaten versehen werden. Kulturdenkmale ohne Bild sind an einem blauen bzw. roten Marker erkennbar.
- Datierung: Baubeginn, Fertigstellung, Datum der Erstnennung oder grobe zeitliche Einordnung entsprechend des Eintrags in der sächsischen Denkmaldatenbank
- Beschreibung: Kurzcharakteristik des Kulturdenkmals entsprechend des Eintrags in der sächsischen Denkmaldatenbank, ggf. ergänzt durch die dort nur selten veröffentlichten Erfassungstexte oder zusätzliche Informationen
- ID: Vom Landesamt für Denkmalpflege Sachsen vergebene, das Kulturdenkmal eindeutig identifizierende Objekt-Nummer. Der Link führt zum PDF-Denkmaldokument des Landesamtes für Denkmalpflege Sachsen. Bei ehemaligen Kulturdenkmalen können die Objektnummern unbekannt sein und deshalb fehlen bzw. die Links von aus der Datenbank entfernten Objektnummern ins Leere führen. Ein ggf. vorhandenes Icon  führt zu den Angaben des Kulturdenkmals bei Wikidata.